# 204 (liczba)
204 (dwieście cztery) – liczba naturalna następująca po 203 i poprzedzająca 205.

## W matematyce
- 204 jest liczbą piramidalną[2]
- 204 jest liczbą Nivena[3]
- 204 jest palindromem liczbowym, czyli może być czytana w obu kierunkach, w szesnastkowym systemie liczbowym.

## W nauce
- galaktyka NGC 204
- planetoida (204) Kallisto
- kometa krótkookresowa 204P/LINEAR-NEAT

## W transporcie
- samoloty Tu-204 i Siebel Si 204
- śmigłowiec Bell 204
- samochód Peugeot 204

## W kalendarzu
204. dniem w roku jest 23 lipca (w latach przestępnych jest to 22 lipca).